# École nationale de l'aviation civile
École nationale de l'aviation civile (často přezdívána pouze zkratkou ENAC) je nejvýznamnější a nejznámější francouzská vysoká škola zaměřená na letectví. Od ledna 2011 je největší evropskou leteckou školou.